# Leksand (Gemeinde)
Koordinaten: 60° 44′ N, 15° 0′ O

Leksand  ist eine Gemeinde (schwedisch kommun) in der schwedischen Provinz Dalarnas län und der historischen Provinz Dalarna südlich des Sees Siljan. Der Hauptort der Gemeinde ist Leksand.

## Geographie
Die Gemeinde Leksand erstreckt sich im Inland von Dalarna vom See Siljan entlang der Bucht Österviken und des Flusses Österdalälven nach Süden. Das Gemeindegebiet wird von bewaldetem Hügelland eingenommen. Das Gebiet rund um den Österviken und das Tal des Österdalälven sind landwirtschaftlich genutzt.

## Wirtschaft
Die Gemeinde Leksand ist eine Fremdenverkehrsgemeinde. Fremdenverkehrszentren sind die Orte am Ufer des Siljan. Leksand hat auch eine große Anzahl von kleinen Industriebetrieben. Industrieorte sind Insjön und Häradsbygden am Österdalälven, während der Zentralort Leksand Verwaltungs- und Dienstleistungszentrum ist. Bekannt ist die Gemeinde auch als Namensgeber für das aus der Region kommende Leksands Knäcke, ein rundes Knäckebrot.

## Sehenswürdigkeiten
Zu den Sehenswürdigkeiten Leksands gehört das Wohnhaus von Axel Munthe.

## Orte
| - Alvik - Djura - Häradsbygden - Leksand | - Insjön - Siljansnäs - Tällberg - Västanvik |  |

## Partnerstädte
| - Hörsholm, Dänemark - Lillehammer, Norwegen - Oulainen, Finnland - Karksi-Nuia, Estland | - Aurora, Kanada - Tōbetsu, Japan - Brainerd, USA |  |

## Persönlichkeiten
- Jonas Aspman (* 1973), Snowboarder